# Elecciones municipales de 2016 en La Serena
Las elecciones municipales de La Serena de 2016 se realizaron el 23 de octubre, al igual que en las demás comunas de Chile, las cuales eligieron alcalde y concejales.

## Definición de candidaturas

### Chile Vamos

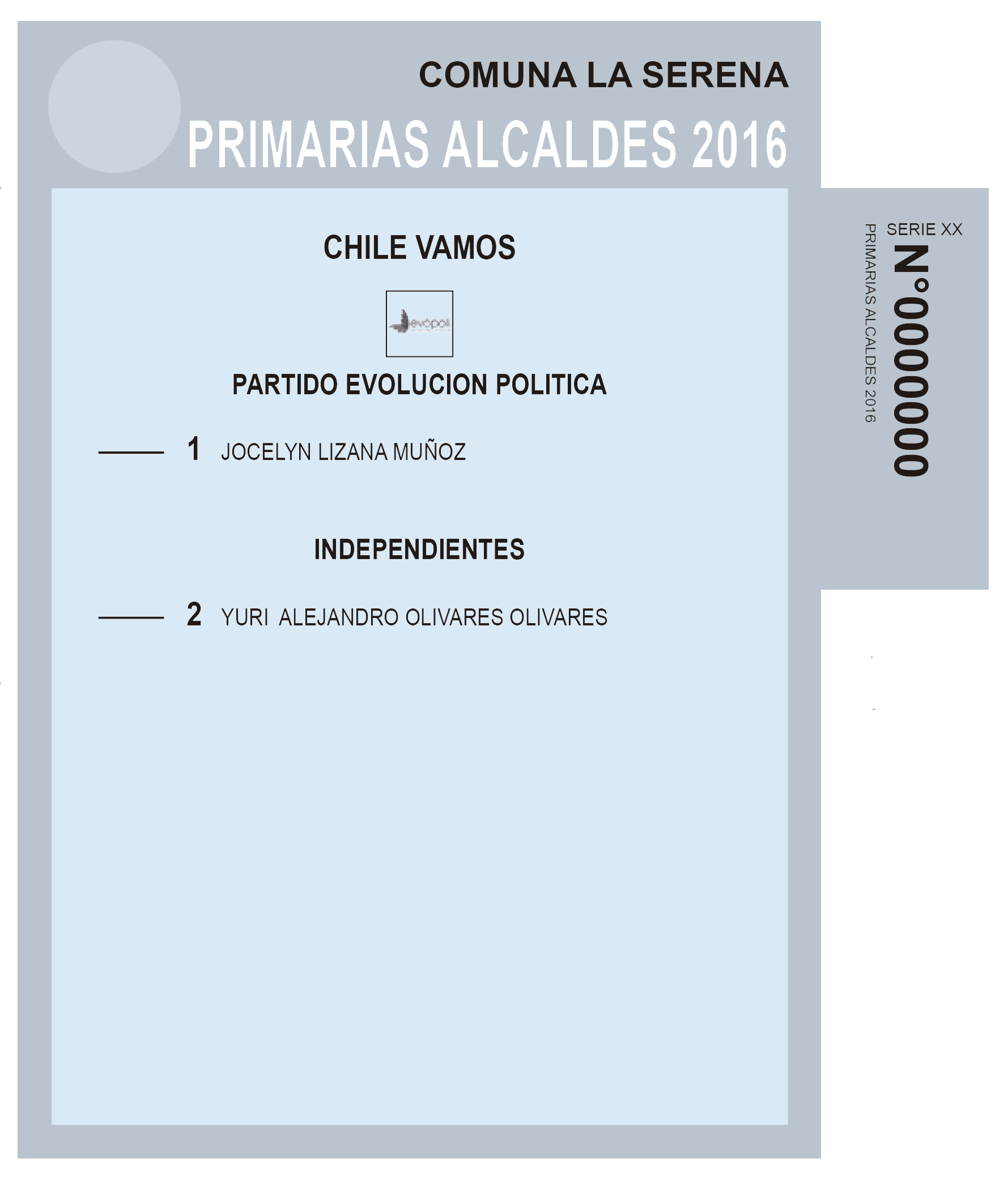
Papeleta de votación para las primarias de Chile Vamos en La Serena.

La candidatura de Yuri Olivares por parte del Partido Regionalista Independiente (PRI) venía siendo anunciada desde 2015, y anunciaba también la realización de primarias en caso de que otro candidato decidiera competir por el pacto Chile Vamos. Inicialmente la inscripción de su candidatura a las primarias municipales de Chile Vamos de 2016 había sido rechazada por el Servicio Electoral de Chile dado que militaba en un partido (PRI) que a la fecha no estaba constituido legalmente en la Región de Coquimbo. Sin embargo, tras realizar una reclamación, el 6 de mayo de 2016 el Tribunal Electoral Regional le permitió competir como independiente dentro de las primarias.
Por otra parte, la empresaria hotelera Jocelyn Lizana, militante de Evolución Política (Evópoli), anunció en abril de 2016 su candidatura a la alcaldía de La Serena, por lo que debía medirse en primarias contra Yuri Olivares.
La Unión Demócrata Independiente (UDI), otro de los partidos integrantes de Chile Vamos, entregó su apoyo oficial a la candidatura de Yuri Olivares.
El resultado de la elección primaria realizada el 19 de junio fue el siguiente:
| #                          | Candidato                        | Partido                    | Votos | %      | Resultado |
| -------------------------- | -------------------------------- | -------------------------- | ----- | ------ | --------- |
| 1.                         | Jocelyn Lizana Muñoz             | Evopoli                    | 935   | 44,27% |           |
| 2.                         | Yuri Alejandro Olivares Olivares | IND                        | 1177  | 55,73% | Nominado  |
| Votos válidamente emitidos | Votos válidamente emitidos       | Votos válidamente emitidos | 2112  | 90,29% |           |
| Votos nulos                | Votos nulos                      | Votos nulos                | 154   | 6,58%  |           |
| Votos en blanco            | Votos en blanco                  | Votos en blanco            | 73    | 3,12%  |           |
| Total de votos             | Total de votos                   | Total de votos             | 2339  | 100%   |           |

### Nueva Mayoría
Si bien existían diversos precandidatos al interior de la coalición, como Lombardo Toledo (PDC) y Eduardo Alcayaga (PS), que buscaban realizar primarias para medirse contra el alcalde Roberto Jacob (PRSD) —quien también estaba dispuesto a participar en dicha hipotética elección—, finalmente en abril de 2016 la Nueva Mayoría decidió no realizar primarias en la comuna, presentando directamente la candidatura de Jacob.

## Candidatos
El 7 de agosto de 2016 el Servicio Electoral publicó las candidaturas aceptadas y rechazadas.

### Alcalde
En definitiva, se inscribieron 7 candidaturas a alcalde, que son:
| Nueva Mayoría                                          | Nueva Mayoría                                          | Chile Vamos           | Chile Vamos           | Chile Quiere Amplitud   | Chile Quiere Amplitud   | Cambiemos la Historia | Cambiemos la Historia | Pueblo Unido | Pueblo Unido | Norte Verde                                      | Norte Verde                                      | Candidatura independiente |
| ------------------------------------------------------ | ------------------------------------------------------ | --------------------- | --------------------- | ----------------------- | ----------------------- | --------------------- | --------------------- | ------------ | ------------ | ------------------------------------------------ | ------------------------------------------------ | ------------------------- |
|                                                        |                                                        |                       |                       |                         |                         |                       |                       |              |              |                                                  |                                                  |                           |
| Roberto Jacob                                          | PRSD                                                   | Yuri Olivares         | PRI                   | Nicolás Jarufe          | AMPL                    | Alex Garrido          | RD                    | Luis Vega    | FP           | Hanne Utreras                                    | FRNV                                             | Luciano Esquivel          |
| Alcalde (2012-2016) y concejal en períodos anteriores. | Alcalde (2012-2016) y concejal en períodos anteriores. | Concejal (1996-2008). | Concejal (1996-2008). | Empresario comerciante. | Empresario comerciante. |                       |                       |              |              | Intendente de la Región de Coquimbo (2014-2015). | Intendente de la Región de Coquimbo (2014-2015). |                           |

### Concejales
En La Serena se eligen 10 concejales.
| B. Nueva Mayoría para Chile - Subpacto PDC-Independientes - Partido Demócrata Cristiano - Lombardo Toledo - Pablo Yáñez - Rosana Adaros - Ramón González - Félix Velasco - Subpacto PS-Independientes - Partido Socialista - Robinson Hernández - Alejandra Olivares - Miguel Ramos - Juan Claudio Saavedra - Pedro Valencia C. Poder Ecologista y Ciudadano - Independientes - Juan Thenoux G. Con la Fuerza del Futuro - Subpacto PRSD-Independientes - Partido Radical Socialdemócrata - Juan Carlos Thenoux - Luis Tabilo - Andrés Robledo - Camilo Araya - Pablo Muñoz - Independientes - Rodrigo Chirino - Federico Arcos - Margott Claussen - Mauricio Ibacache H. Chile Vamos RN e Independientes - Renovación Nacional - Juan Catalán - María Cristina Concha - Ana González - Caren Iglesias - Quimena Mercado - Alejandro Pino - Pedro Piñones - Elsa Segura - Independientes - Patricia Conzue | I. Chile Quiere Amplitud - Amplitud - Jorge Furet - Pedro Araya - Independientes - Luis Rivera J. Chile Vamos PRI-Evópoli-Independientes - Subpacto Evópoli-Independientes - Evolución Política - Jocelyn Lizana - Fernando Pizarro - Carolina Roco - Evelyn Contreras - Ricardo Araya - María Paz Aliaga - Independientes - José Tomás Campos - Manuel Molina - Subpacto PRI-Independientes - Independientes - Nelson Villegas - Paula Parada K. Cambiemos la Historia - Revolución Democrática - Daniela Molina - Jorge Campusano - Carmen Gloria Clavijo - Eleazar Calderón - Cecilia Valenzuela - Rodrigo Torres - Independientes - Carmen de la Prida - Sergio Vega L. Chile Vamos UDI-Independientes - Unión Demócrata Independiente - Lucía Pinto - Óscar Olivares - Carlos Rodríguez - Fernando Contreras - Carlos Gómez - Fernando Toro - Independientes - Daniela Poblete - Doris Pedreros - Sebastián Aquea | M. Pueblo Unido - Independientes - Ana María García N. Norte Verde - Fuerza Regional Norte Verde - Rodrigo von Trott - Lorena Sierra - Independientes - Eliana Fuentes O. Yo Marco por el Cambio - Subpacto PRO-Independientes - Partido Progresista - Juan Carvajal - Kevin Rojas - Luisa Olate - Rodolfo Olea - Daniel Toro - Independientes - Homero Videla - Alfonso Pinto - Víctor Hugo Helbig - Robert Molina - Kenneth Romero S. Nueva Mayoría por Chile - Subpacto PPD-Independientes - Partido por la Democracia - Johan Rojas - Grettel Araya - Renán Álvarez - Aliro Chamorro - Independientes - María Eugenia Guzmán - Subpacto PCCH-Independientes - Partido Comunista - Luis Aguilera - Sonia Neyra - Independientes - Guillermo Bruna - Doralisa Luna - Edison Cortés Candidatura independiente - Luisa Esquivel |